# Venanzio Ortis
Venanzio Ortis (Paluzza, 29 gennaio 1955) è un ex mezzofondista italiano, oro e argento agli Europei di Praga 1978 rispettivamente nei 5000 e nei 10000 m piani.

## Carriera

### Atletica
Iniziò a gareggiare nel 1969 mettendosi subito in evidenza facendo segnare il miglior tempo dell'anno sui 1000 metri nella categoria "ragazzi". Vinse poi il campionato italiano allievi sui 1000 m e sui 3000 m, conquistando negli stessi anni anche un campionato nazionale allievi nello sci di fondo, disciplina che poi abbandonò per dedicarsi esclusivamente all'atletica leggera. A livello juniores conquistò un secondo posto nel prestigioso Cross delle Nazioni. Nel 1974 vinse una medaglia d'argento individuale juniores ed una di bronzo a squadre ai Mondiali di corsa campestre.
Nel 1976 partecipò ai Giochi olimpici di Montrèal ma raggiunse l'apice della sua carriera nel 1978, all'età di 23 anni: il 16 agosto stabilì il primato italiano sui 5000 m piani finendo al terzo posto al Meeting di Zurigo con il tempo di 13'20"8, battuto solo dal primatista mondiale Henry Rono e dal campione di casa Markus Ryffel. Il 29 agosto, ai campionati europei di Praga, partecipò alla gara dei 10000 m piani, evento inaugurale della manifestazione, giungendo secondo dietro al finlandese Martti Vainio e stabilendo, con il tempo di 27"31'48, il nuovo record italiano (mezzo minuto meglio del precedente primato) e la sesta migliore prestazione mondiale di sempre. Il 2 settembre si aggiudicò infine il titolo di campione europeo dei 5000 m piani con uno sprint vincente sullo stesso Ryffel e sul sovietico Aleksandr Fedotkin, giunti secondi ex aequo. Fu il primo titolo continentale per l'Italia in una gara di mezzofondo prolungato, molti altri ne seguiranno negli anni successivi.
La sua promettente carriera fu bloccata l'anno seguente da un infortunio e dalle successive complicazioni che gli impedirono di gareggiare ai Giochi olimpici di Mosca. Si ripresentò alle gare nel 1981, anno in cui ottenne come miglior risultato il quarto posto in Coppa del mondo sui 10000 m piani, oltre a migliorare il record italiano sui 5000 m piani. Afflitto da ulteriori problemi fisici, nel 1983 abbandonò definitivamente le competizioni.

### Dopo il ritiro
È rimasto legato al mondo dell'atletica essendo stato consigliere nazionale della FIDAL presidente della Libertas Udine per un quadriennio è ora presidente provinciale della Libertas FVG. È vicepresidente dell'Associazione Maratonina Udinese con la quale ha contribuito a organizzare 25 edizioni della gara udinese, 2 Campionati italiani assoluti di mezza Maratona e i Campionati del mondo di corsa su strada 2007.

## Palmarès
| Anno | Manifestazione          | Sede       | Evento         | Risultato | Prestazione | Note |
| ---- | ----------------------- | ---------- | -------------- | --------- | ----------- | ---- |
| 1974 | Mondiali di cross       | Monza      | Corsa juniores | Argento   | 21'33"      |      |
| 1974 | Mondiali di cross       | Monza      | A squadre      | Bronzo    | 90 p.       |      |
| 1976 | Giochi olimpici         | Montréal   | 5000 m piani   | Batteria  | 13'52"40    |      |
| 1978 | Europei indoor          | Milano     | 3000 m piani   | 8º        | 7'55"8      |      |
| 1978 | Europei                 | Praga      | 5000 m piani   | Oro       | 13'28"5     |      |
| 1978 | Europei                 | Praga      | 10000 m piani  | Argento   | 27'31"48    |      |
| 1983 | Giochi del Mediterraneo | Casablanca | 10000 m piani  | Argento   | 29'12"89    |      |

## Campionati nazionali
1975
- 8º ai campionati italiani di corsa campestre - 40'29"

1976
- Oro ai campionati italiani assoluti, 10000 m piani - 29'38"0
- Argento ai campionati italiani di corsa campestre - 38'02"

1977
- Oro ai campionati italiani assoluti, 5000 m piani

1978
- Oro ai campionati italiani assoluti, 10000 m piani - 28'55"6
- Oro ai campionati italiani assoluti indoor, 3000 m piani

1980
- Oro ai campionati italiani di corsa campestre - 35'34"

1981
- Bronzo ai campionati italiani di corsa campestre - 36'51"

1982
- 6º ai campionati italiani assoluti, 5000 m piani - 13'55"87
- 4º ai campionati italiani assoluti indoor, 3000 m piani - 8'03"27

## Altre competizioni internazionali
1974
- Oro alla Cinque Mulini, gara juniores ( San Vittore Olona) - 24'43"

1975
- 7º alla Corrida di San Fernando ( Punta del Este), 8,3 km - 25'01"
- Bronzo al Cross di Volpiano ( Volpiano) - 36'02"
- Bronzo al Challenge Aycaguer ( Lione) - 27'52"

1976
- 18º alla Stramilano ( Milano)
- Oro al Cross di Volpiano ( Volpiano) - 33'55"

1977
- Oro al Giro podistico internazionale di Pettinengo ( Pettinengo), 13 km - 38'04"
- 5º al Trofeo San Rocchino ( Brescia), 12 km - 36'57"

1978
- Oro al Giro podistico internazionale di Castelbuono ( Castelbuono)
- Oro al Campaccio ( San Giorgio su Legnano) - 34'26"

1979
- Argento al Cross di Volpiano ( Volpiano) - 25'48"
- Oro al Cross dell'Altopiano ( Clusone)

1980
- Oro alla Corrida di San Geminiano ( Modena), 12 km - 36'12"
- Argento alla Amatrice-Configno ( Amatrice), 8,4 km - 24'50"
- Oro al Campaccio ( San Giorgio su Legnano) - 37'26"
- Oro al Cross dell'Altopiano ( Clusone) - 32'23"
- Oro al Trofeo Cross di Luserna ( Luserna San Giovanni) - 24'26"

1981
- 4º in Coppa del mondo ( Roma), 10000 m piani - 27'42"70
- Oro al Giro al Sas ( Trento), 12 km - 36'50"
- Oro alla Corrida di San Geminiano ( Modena), 12 km - 36'00"
- Bronzo alla Scarpa d'oro ( Vigevano), 7,5 km - 21'55"
- 9º alla Cinque Mulini ( San Vittore Olona) - 30'26"
- Bronzo al Cross di Alà dei Sardi ( Alà dei Sardi) - 30'25"

1982
- Oro al Campaccio ( San Giorgio su Legnano) - 33'04"
- Oro al Cross di Alà dei Sardi ( Alà dei Sardi)

1983
- Oro al Giro podistico internazionale di Pettinengo ( Pettinengo), 13 km - 36'50"
- Argento al Giro al Sas ( Trento), 12 km - 37'01"
- 16º alla Cinque Mulini ( San Vittore Olona)
- Argento al Cross di Alà dei Sardi ( Alà dei Sardi) - 32'21"
- Argento al Cross delle Pradelle ( Lozzo di Cadore) - 26'14"